# Calamus shendurunii
Calamus shendurunii är en enhjärtbladig växtart som beskrevs av Anto, Renuka och Puthenpurayil Viswanathan Sreekumar. Calamus shendurunii ingår i släktet Calamus och familjen Arecaceae. Inga underarter finns listade i Catalogue of Life.